# 尼基·克拉克
尼基·克拉克（英語：Nicky Clark；1991年6月3日—）是一位蘇格蘭足球運動員。在場上的位置是前鋒。他現在效力於蘇格蘭足球冠軍聯賽球隊格拉斯哥流浪者足球俱樂部。他是在2013年5月轉會流浪者的。

## 外部連結
- Rangers F.C. profile